# 리비아 아랍 자마히리야군

기

리비아 아랍 자마히리야군은 카다피 정권의 리비아군을 일컫는 말로 기본적으로 리비아 육군, 리비아 공군, 그리고 리비아 해군으로 나뉘어 있었다. 2010년에 76만명이 넘는 군사를 보유하고 있었으며, 국방부를 따로 두진 않으나 리비아 국가 원수의 지시 하에 국방을 운영하였다. 자유로운 무기 제조는 제한되어 있었으며 국가가 제조를 직접 담당하였다. 아부-바크르 유니스 자브르가 1970년부터 무아마르 카다피에게 임명받아 2011년 반정부 세력에게 패배할 때까지 국방장관으로 재직하였다. 아프리카에서 가장 군사력이 강한 군대중 하나이기도 하였다. 2011년 반정부 세력에 패배후 해산되었다.
군의 뿌리는 제2차 세계 대전에서 사누시 군대로 이름을 떨쳤던 리비아 아랍 군사부터 시작된다. 이탈리아가 전쟁에 참여한 직후에 이집트에 망명가있던 리비아의 몇 지도자들이 고국으로 돌아와 영국을 돕고 추축국과 맞서 싸우기 위해 의병대를 조직했다. 키레나이카 지역에서 게릴라 작전을 펼치기 위해 구성된 다섯 부대들은 영국의 명령에 따라 조직되었다. 하지만 사막에서 빠른 기동력을 갖추려면 기술적으로 상당한 수준을 요했기 때문에 그들은 주로 보조 작업으로 군사 시설과 수감자들을 보호 및 감시하였다. 한 부대는 투브루크에서 벌어진 전투에 직접 참여하기도 하였다.
영국이 성공적으로 리비아를 차지하자 잘 훈련된 영국 군대가 리비아에 들어왔고, 결국 사누시 군대의 필요성은 사라지게 되었다. 군대의 해산을 원하지 않았던 사누시의 군사들은 영국의 지도 아래 키레나이카 지역으로 다시 돌아가 지역의 경찰이 되어 활동하였다. 1951년에 리비아가 독립을 얻자 전투 경험이 풍부한 사누시의 군사들은 국왕 친위대의 핵심이 되었다.

## 같이 보기
- 리비아 인민해방군
- 93여단